# Sylvie et le Fantôme (pièce de théâtre)
Pour l’article homonyme, voir Sylvie et le Fantôme.
La pièce Sylvie et le Fantôme d'Alfred Adam a été créée au théâtre de l'Atelier dirigé par André Barsacq, le 2 avril 1942.
Claude Autant-Lara l'a adaptée au cinéma en 1946.